# Hypnos monopterygius
Hypnos monopterygius là một loài cá đuối điện nhỏ đặc hữu của Úc, nó phổ biến ở các vùng nước ven bờ nông hơn 80 m (260 ft).. Nó là loài duy nhất trong phân họ Hypninae, họ Torpedinidae, mặc dù một số tác giả xếp nó vào trong họ của chính nó là Hypnidae. Loài này thường đạt chiều dài 40 cm (16 in).

## Phân bố và môi trường sống
H. monopterygius có phân bố rộng nhưng các vùng phân bố lại đứt đoạn, nó sống ở vùng nước nhiệt đới ấm thuộc Úc. Vùng phân bố phía tây kéo dài từ Vịnh Saint Vincent tại Nam Úc tới Broome tại Tây Úc, vùng phân bố phía đông từ Eden ở New South Wales tới Đảo Heron ở Queensland. Nó không sống ở Victoria hay Tasmania. Loài cá này thường sống gần đáy biển, không sâu hơn 80 m (260 ft), mặc dù nó đã được ghi nhận ở độ sâu 240 m (790 ft). Môi trường sống ưa thích của nó là đáy cát hay đáy bùn, gồm bãi biển, cửa sông, và vịnh, và cũng có thể sống quanh vùng nhiều đá hay rạn san hô.